# Ust-Ciorna
Ust-Ciorna (în ucraineană Усть-Чорна) este o așezare de tip urban din raionul Teceu, regiunea Transcarpatia, Ucraina. În afara localității principale, nu cuprinde și alte sate.

## Demografie
Componența lingvistică a așezării de tip urban Ust-Ciorna
     Ucraineană (93,27%)
     Germană (4,33%)
     Rusă (1,51%)
     Alte limbi (0,9%)
Conform recensământului din 2001, majoritatea populației așezării de tip urban Ust-Ciorna era vorbitoare de ucraineană (93,27%), existând în minoritate și vorbitori de germană (4,33%) și rusă (1,51%).